# صنایع سرامیک اردن
صنایع سرامیک اردن (انگلیسی: Jordan Ceramic Industries) شرکت مصالح ساختمانی اردنی است، که در سال ۱۹۶۶ تأسیس شد.